# Korzenie szkarpowe

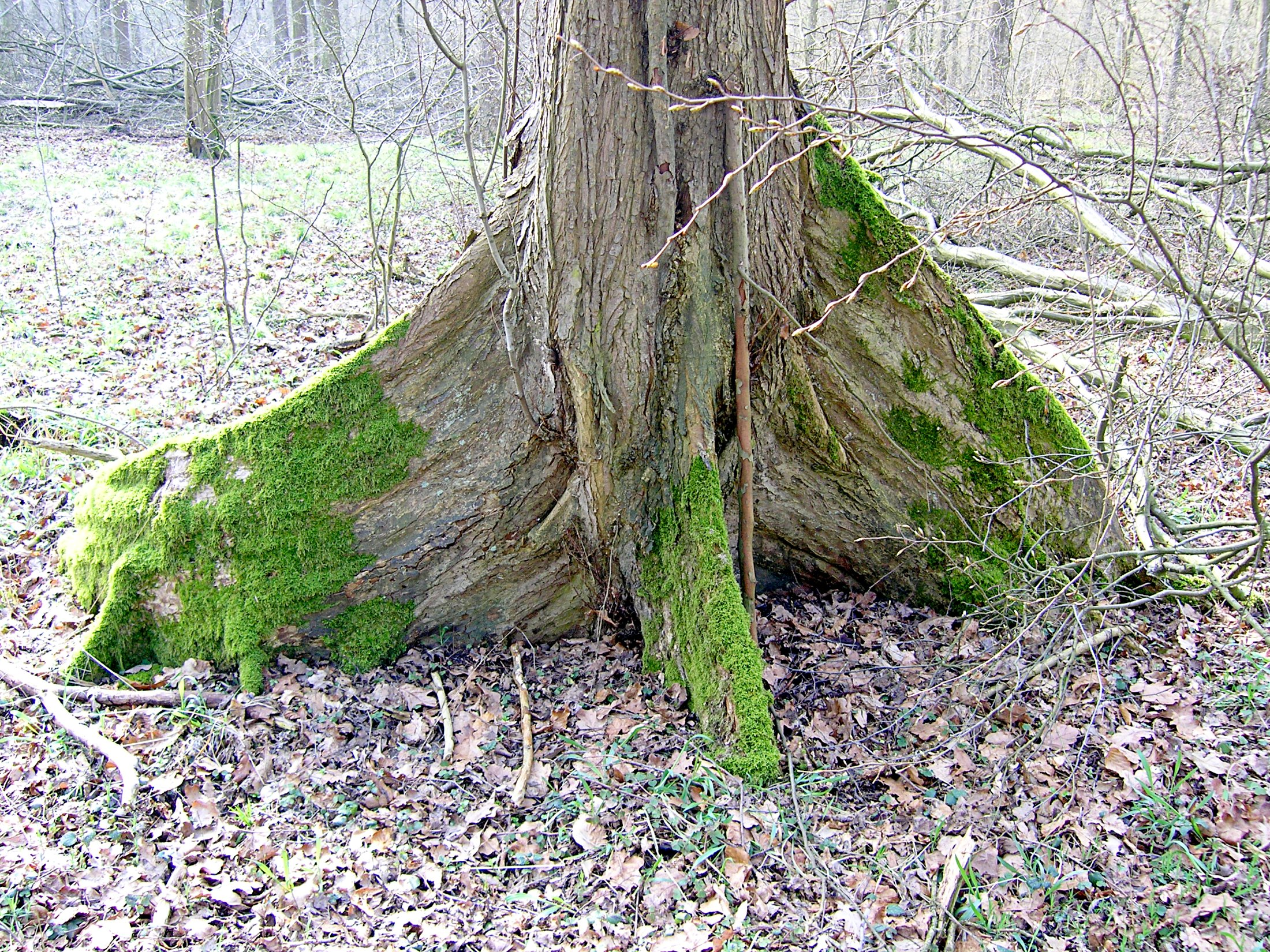
Korzenie szkarpowe wiązu szypułkowego

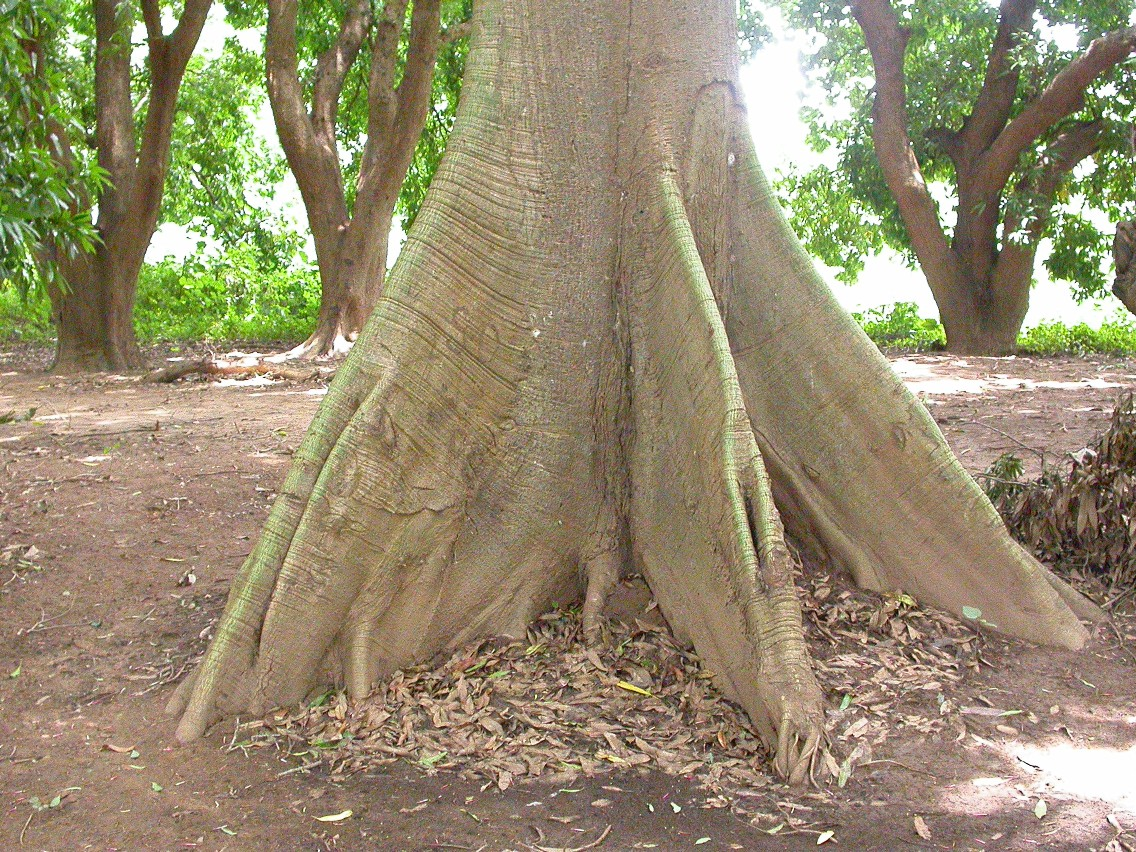
Korzenie szkarpowe puchowca pięciopręcikowego

Korzenie szkarpowe, korzenie skarpowe, korzenie deskowe – silnie spłaszczone bocznie korzenie rosnące poziomo od nasady pnia drzew. Ich początkowo koncentryczne przyrosty ulegają z czasem modyfikacji i z czasem rosną na grubość przede wszystkim ku górze tworząc w efekcie wąskie, prostopadłe do pnia i rozszerzające się ku dołowi listwy. Wykształcają się u drzew o płytkim systemie korzeniowym, rosnących zwykle na siedliskach wilgotnych, słabo napowietrzonych lub ze składnikami pokarmowymi skupionymi w płytkiej warstwie powierzchniowej gleby. Korzenie te poprawiają statykę drzew, zwłaszcza odporność na wpływ wiatru. 
Korzenie szkarpowe są charakterystyczne dla drzew rosnących w wilgotnych lasach równikowych (np. rodzaje: Ficus, Parkia, Sterculia). W Europie Środkowej korzenie deskowe słabiej wykształcone posiada wiąz szypułkowy, czasem grab pospolity.